# Complexe de transfert de charge

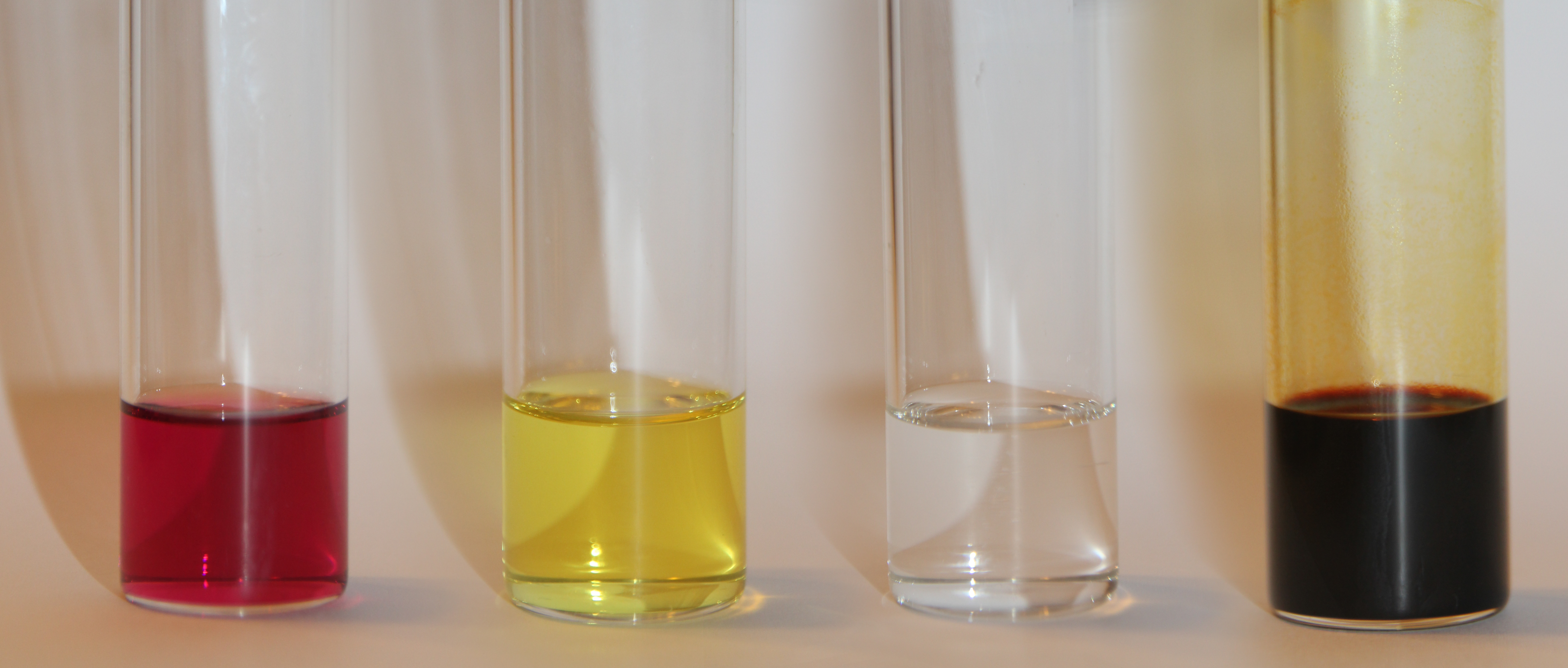
Exemple expérimental de formation d'un complexe à transfert de charge. De gauche à droite : (1) solution d'iode dans le dichlorométhane, (2) quelques secondes après un ajout d'un excès de triphénylphosphine, (3) une minute plus tard, la solution contient [Ph3PI]+I- (4) immédiatement après l'ajout d'un excès d'iode, la solution contient [Ph3PI]+[I3]-. La couleur sombre de ce dernier indique une forte absorption dans le spectre visible, comme c'est souvent le cas avec ce type de complexe.

Un complexe de transfert de charge, complexe à transfert de charge, complexe par transfert de charge, ou encore complexe donneur-accepteur d'électron est une supermolécule formée par l'association de deux ou plusieurs molécules ou ions (ou l'association de différentes parties d'une grande molécule), dans laquelle une partie de la charge électronique est transférée entre les différentes entités moléculaires ou ioniques. L'attraction électrostatique résultante donne une force stabilisatrice au complexe moléculaire. La molécule source depuis laquelle la charge est transférée est appelée donneur d'électron, et l'espèce la recevant est appelée accepteur d'électron.
La nature de l'attraction dans une complexe de transfert de charge n'est pas une liaison chimique stable et est donc plus faible qu'une liaison covalente. Nombreux sont de tels complexes qui peuvent subir une transition électronique vers un état excité, l'énergie d'excitation étant fréquemment de l'ordre du spectre visible, ce qui explique la couleur intense de ce genre de complexes.